# Urgleptes charillus
Urgleptes charillus là một loài bọ cánh cứng trong họ Cerambycidae.